# Ferdinando Petruccelli della Gattina
Ferdinando Petruccelli della Gattina (né le 28 août 1815 à Moliterno, province de Potenza, dans la région Basilicate, en Italie méridionale, mort le 27 mars 1890 à Paris 16e) est un journaliste, écrivain, homme politique et patriote italien, considéré comme un précurseur du journalisme moderne.
Écrivain prolifique aux idées libérales et anti-cléricales, souvent anti-conformiste, Ferdinando Petruccelli della Gattina fut exilé par le gouvernement Bourbon et son activité de journaliste d’affaires est appréciée et divulguée dans plusieurs pays européens.
Personnage controversé, il est salué par Luigi Capuana, Salvatore Di Giacomo et Indro Montanelli (qui a dit de lui qu’il est « le journaliste italien le plus brillant du XIXe siècle ». Il fut par contre critiqué par Benedetto Croce alors que Luigi Russo (it) apprécia son travail journalistique et contesta son œuvre littéraire.

## Biographie

### Les origines
Ferdinando Petruccelli della Gattina est le fils de Luigi, avocat membre des Carbonari, et de Maria Piccininni, aristocrate de Marsicovetere. Son nom sur le registre d’état civil est Ferdinando Petruccelli auquel il ajoute « della Gattina » pour rendre plus difficiles les recherches de la police des Bourbons qui le pourchasse pour des raisons politiques. Dès son plus jeune âge, il développe un profond anti-cléricalisme, cette aversion débutant vers quatre ans quand il est confié à sa grand-mère maternelle, fanatique religieuse qui le traite avec dureté sans jamais lui manifester aucun signe d’affection.
Au cours de son adolescence, son oncle Francesco, médecin de Joachim Murat et fondateur des premières loges maçonniques en Basilicate, le conduit dans la pension de l’archiprêtre Cicchelli de Castelsaraceno. L’expérience avec celui-ci, homme sévère et brutal, le bouleverse encore plus. Par la suite, il fréquente le séminaire des Jésuites à Pouzzoles, sous la direction de Monseigneur Rossini, connu pour ses méthodes musclées. Lors de la fête de San Luigi, chaque élève doit laisser sur l’autel une lettre au protecteur des étudiants. Ferdinando demande dans la sienne d’être libéré de l’évêque. Après avoir lu la lettre, Rossini le fait enfermer dans une cellule d’isolement avant de le chasser de l’institution.
Par la suite, il fréquente l’université de Naples où il obtient son diplôme en médecine, mais sa vocation qui est le journalisme lui fait prendre une nouvelle voie et il adhère à la franc-maçonnerie. En 1840, il se rend en France et en Allemagne en tant que correspondant des journaux Salvator Rosa et Raccoglitore fiorentino. En 1843, il publie Malina da Taranto, son premier livre, à l’origine appelé Giovanna II. En 1846, il est arrêté pour s’être inscrit à la Giovine Italia et renvoyé sous surveillance dans sa ville natale.

### L'exil
Il revient à Naples en 1848, où il est élu député au parlement constitutionnel pour la circonscription de Melfi et il prend la direction du journal Mondo vecchio e mondo nuovo, qui est par la suite interdit par le gouvernement des Bourbons. Avec l’abolition de la constitution promulguée par Ferdinand II, il s’oppose au monarque. Petruccelli commande les mouvements insurrection de 1848 en Calabre, avec Costabile Carducci et participe à la lutte des paysans avec Benedetto Musolino.
Après l’échec du soulèvement et la mise à prix de sa tête pour 6 000 ducats par le roi, il vit dans la clandestinité pendant environ un an entre la Calabre, la Basilicate et le Cilento après quoi il décide d’émigrer en France. Pendant son séjour en France, il est le correspondant de plusieurs journaux français et belges (La Presse, Journal des débats, Revue de Paris, La Revue française, Courrier Français, Indépendance Belge) et son professionnalisme est salué par Alphonse Peyrat, directeur de La Presse.
En 1851, après avoir combattu pour la république lors du coup d’état de Louis-Napoléon Bonaparte, il quitte Paris pour Londres, où il entre en contact avec Giuseppe Mazzini, Pierre-Joseph Proudhon, Louis Blanc et d’autres exilés démocrates. En Grande-Bretagne, il continue l'activité journalistique, en travaillant pour The Daily News de Charles Dickens et d'autres journaux comme The Daily Telegraph et Cornhill Magazine. Il retourne en Italie comme correspondant à la suite de l’expédition des Mille de Giuseppe Garibaldi, à travers la Calabre jusqu'à l'entrée triomphale à Naples.

### Activité parlementaire et retour au journalisme

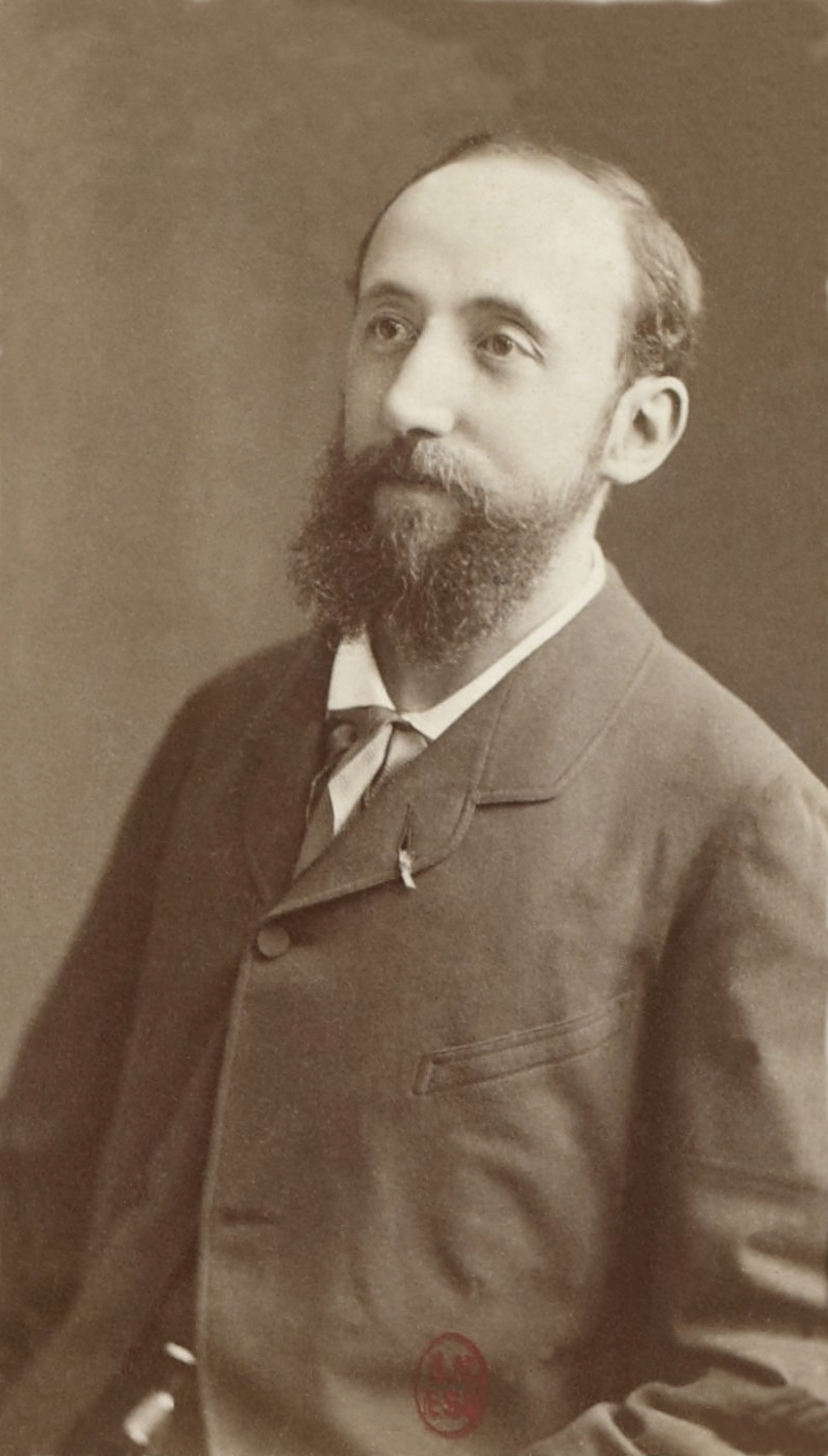
Jules Claretie, avec qui Petruccelli della Gattina collabora.

Avec la proclamation du royaume d'Italie, il est élu député de la circonscription d’abord de Brienza, puis de Teggiano. Au cours de cette période, il déclare sur le journal Unione que Carlo Poerio a été utilisé pour exagérer les accusations portées contre Ferdinand II, afin de le discréditer aux yeux de toute l’Europe, ce que fait aussi le politicien britannique William Gladstone.
Durant son activité parlementaire, il est très déçu par la « nouvelle Italie » et perd l’enthousiasme qui le caractérise. Cela se traduit dans son ouvrage I moribondi di Palazzo Carignano (Les Moribonds du Palais Carignan 1862), qui exprime sa frustration face à la nouvelle classe politique qui, selon sa pensée, a trahi ses idéaux et ne montre que cupidité et incompétence.
En 1866, il est correspondant de guerre du Journal des débats pendant la troisième guerre d’indépendance. Ses reportages, en particulier concernant la bataille de Custoza, sont salués par des gens comme Ernest Renan et Jules Claretie qui dit: « Rien n'était plus fantastique et plus cruellement vrai que ce tableau d'agonie. Jamais le reportage n'a donné une œuvre d'art supérieure, à la fois cursive et définitive».
Il est envoyé à la guerre franco-allemande (1870), relatant les événements de la part des barricades parisiennes et, après le déclin de la Commune de Paris, il est expulsé de la France par ordre d'Adolphe Thiers (contre qui il adresse des vives critiques) pour la défense de les communards, mais est capable de revenir quelques années plus tard, grâce à des amis influents.

### Les dernières périodes
En 1868, il épouse l’écrivaine anglaise Maude Paley-Baronet, qu’il a rencontrée à Londres en 1867 et en 1873, il s’installe définitivement en France, vivant principalement à Paris. Il vit le reste de sa vie souffrant d’une paralysie qui l’empêche d’écrire, mais, avec l’aide de sa femme, il poursuit son activité.
Après sa mort à son domicile parisien du 15 rue des Bassins et son incinération, le conseil municipal de Naples voulut ramener les cendres du journaliste pour les placer dans le cimetière de Poggioreale, où figurent les personnages illustres de la ville. Sa femme refusa et les cendres se trouvent à Londres, selon la volonté même de Petruccelli.

## Publications principales
- Malina di Taranto (1843)
- Ildebrando (1847)
- La Rivoluzione di Napoli del 1848 (1850)
- Épisodes de la vie de Ferdinand II (1857)
- Storie arcane del pontificato di Leone XII, Gregorio XVI e Pio IX (1861)
- I moribondi di Palazzo Carignano (1862)
- Il Re dei Re, rifacimento dell’Ildebrando (4 volumes, 1864)
- Histoire diplomatique des conclaves (4 volumes, 1864-1866)
- Pie IX, sa vie, son règne, l’homme, le prince, le pape (1866)
- Les Mémoires de Judas (1867 ; 1870 en Italie)
- Le Concile (1869)
- Le notti degli emigranti a Londra (1872)
- Gli incendiari della Comune (1872)
- Il re prega (1874)
- Il sorbetto della regina (1875)
- Le larve di Parigi (1877)
- I suicidi di Parigi (1878)
- Giorgione (1879)
- Imperia (1880)
- Il conte di Saint-Christ (1880)
- Memorie del colpo di stato del 1851 a Parigi (1880)
- I fattori e i malfattori della politica europea contemporanea (2 volumes, 1881-84)
- Storia d’Italia dal 1866 al 1880 (1881)
- Storia dell’idea italiana (1882)
- Memorie di un ex deputato (1884)
- I Pinzoccheri (2 volumes, 1892)

## Source
- (it) Cet article est partiellement ou en totalité issu de l’article de Wikipédia en italien intitulé « Ferdinando Petruccelli della Gattina » (voir la liste des auteurs).